# Haplochromis aff. bloyeti
Haplochromis aff. bloyeti là một loài cá thuộc họ Cichlidae. Nó là loài đặc hữu của Kenya. Các môi trường sống tự nhiên của chúng là sông và hồ nước ngọt.